# 拉亨峰

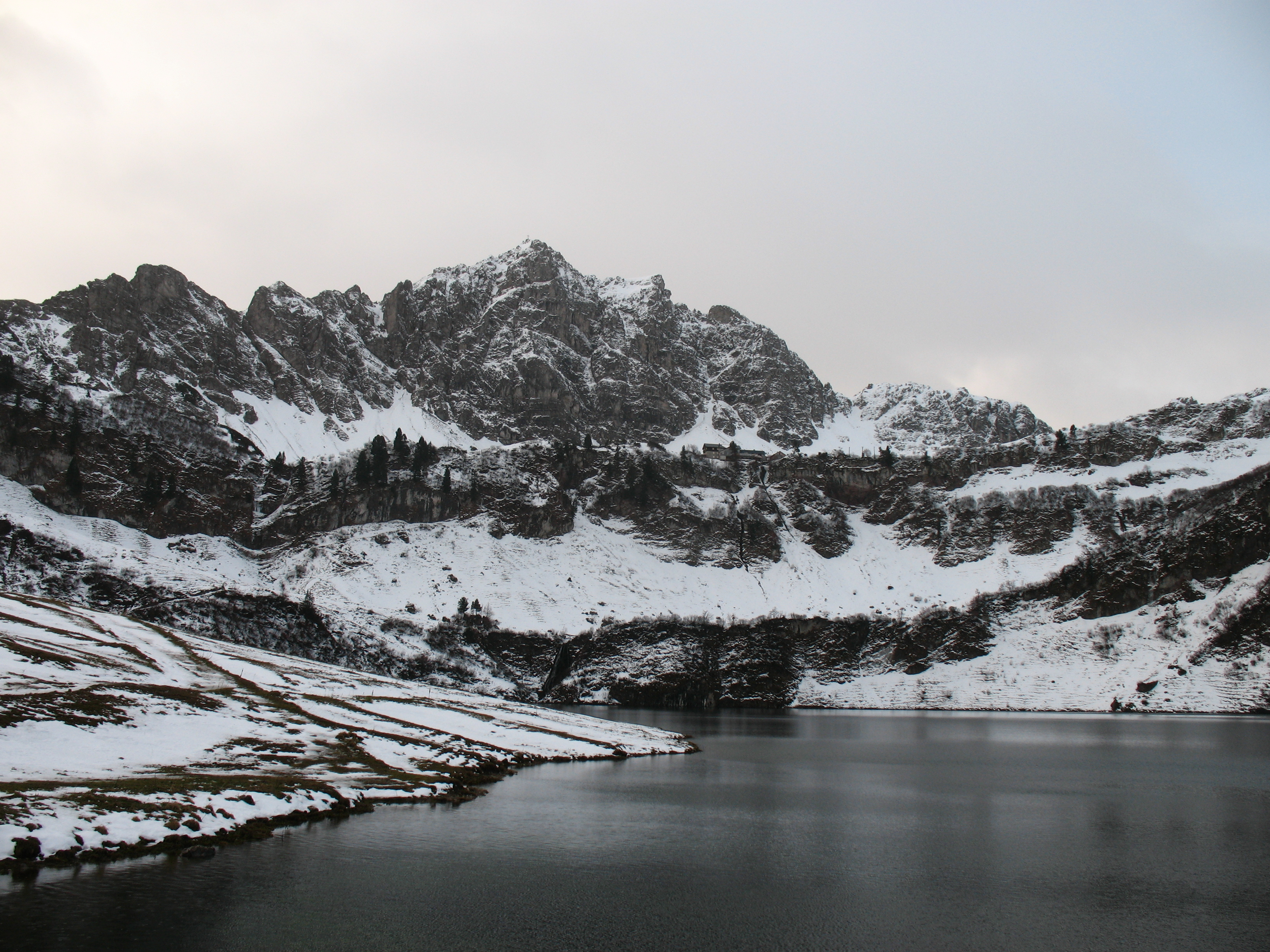

47°26′22″N 10°31′4″E / 47.43944°N 10.51778°E
拉亨峰（德語：Lachenspitze），是奧地利的山峰，位於該國西部，由蒂羅爾州負責管轄，屬於阿爾高阿爾卑斯山脈的一部分，海拔高度2,126米，每年平均降雨量1,698毫米。